# Froelichia tomentosa
Froelichia tomentosa är en amarantväxtart som först beskrevs av Carl Friedrich Philipp von Martius, och fick sitt nu gällande namn av Horace Bénédict Alfred Moquin-Tandon. Froelichia tomentosa ingår i släktet Froelichia och familjen amarantväxter. Inga underarter finns listade i Catalogue of Life.

## Bildgalleri

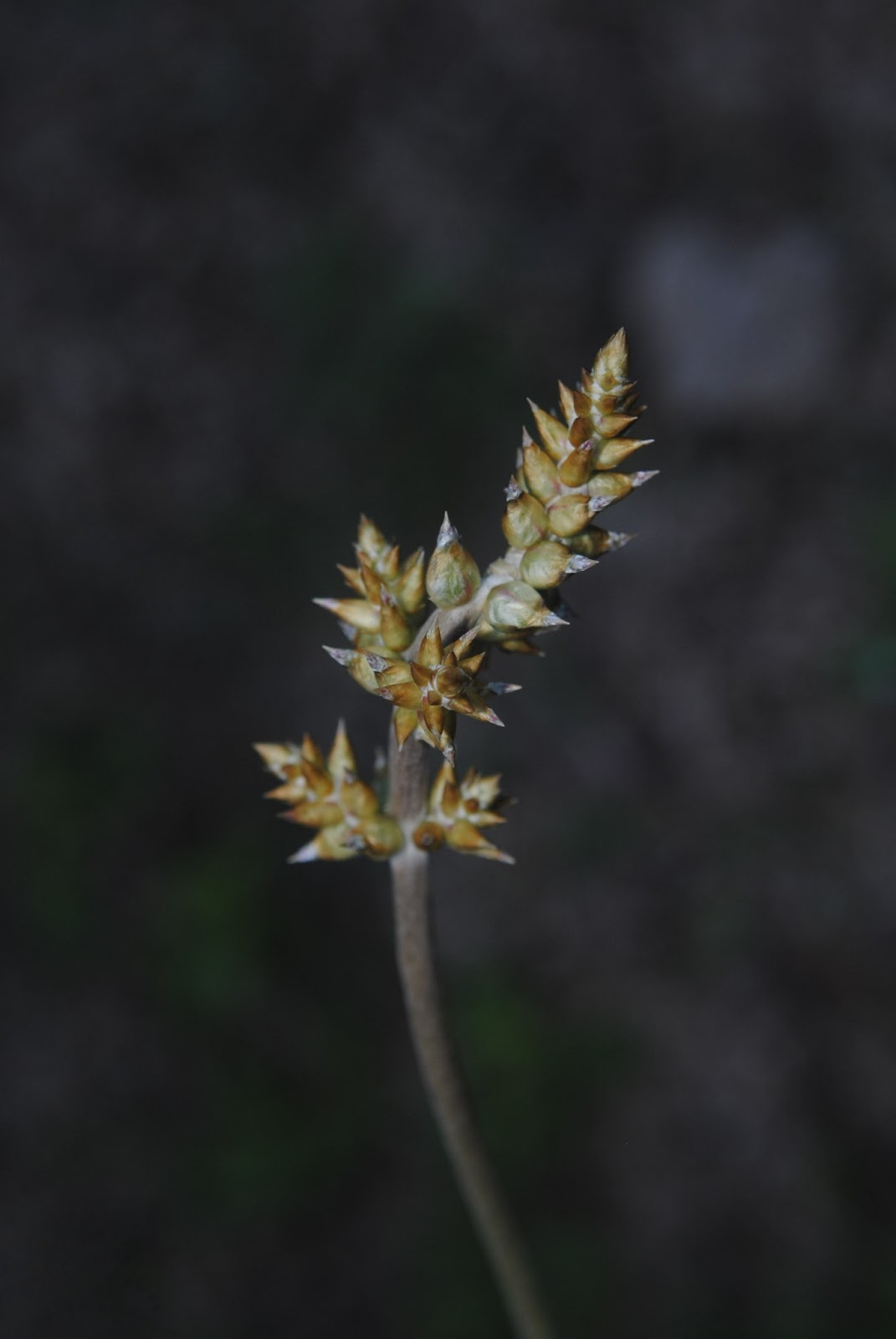
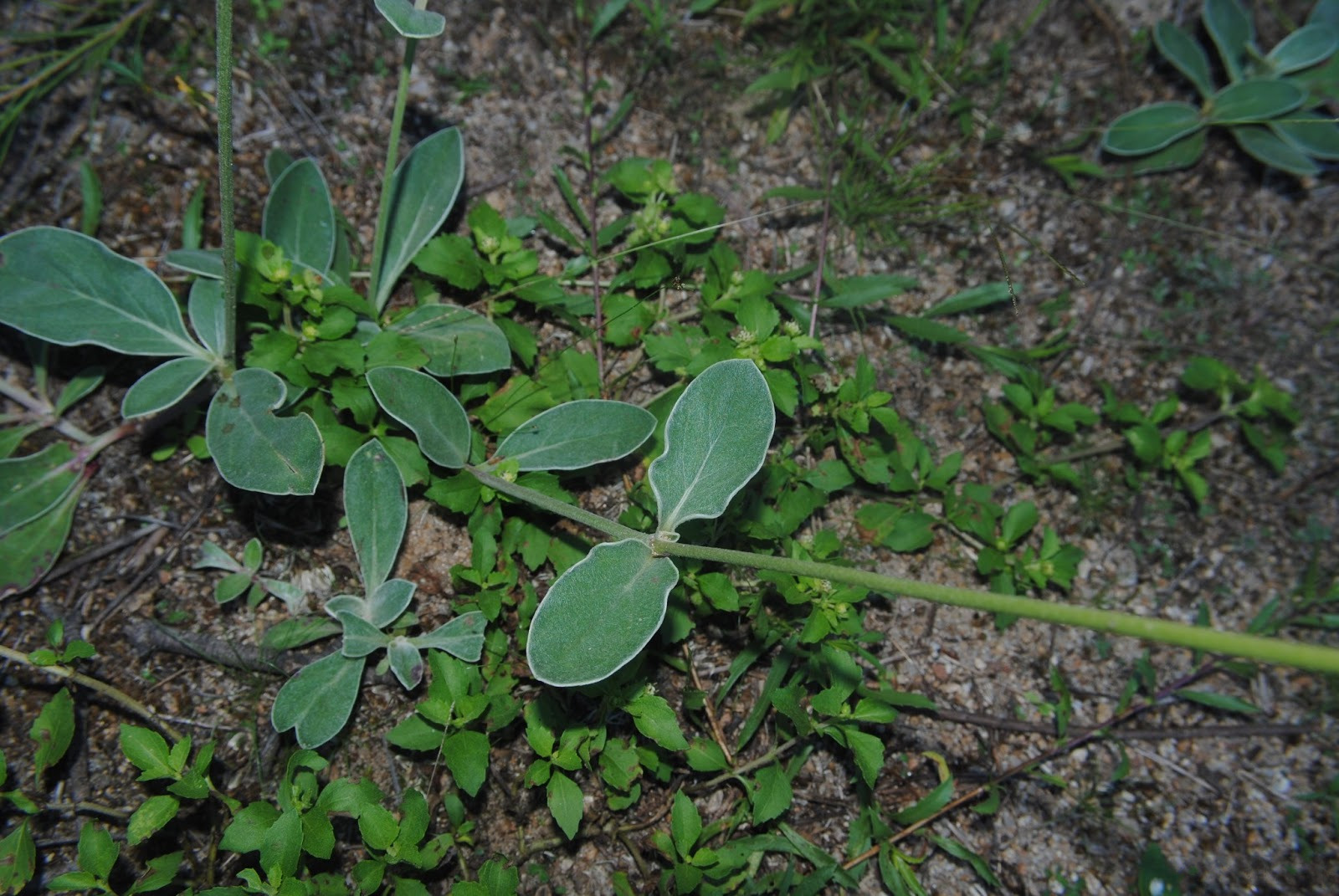
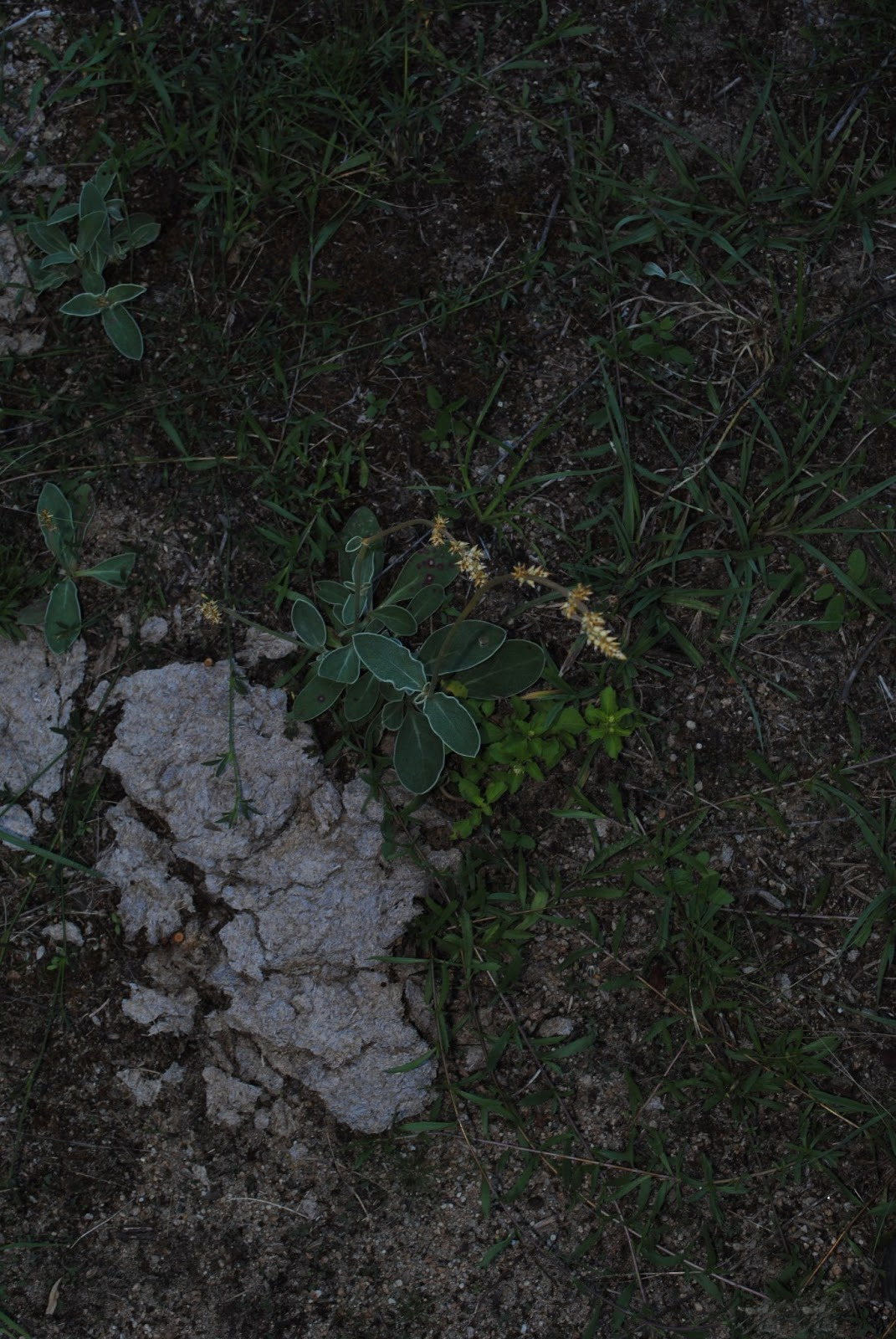
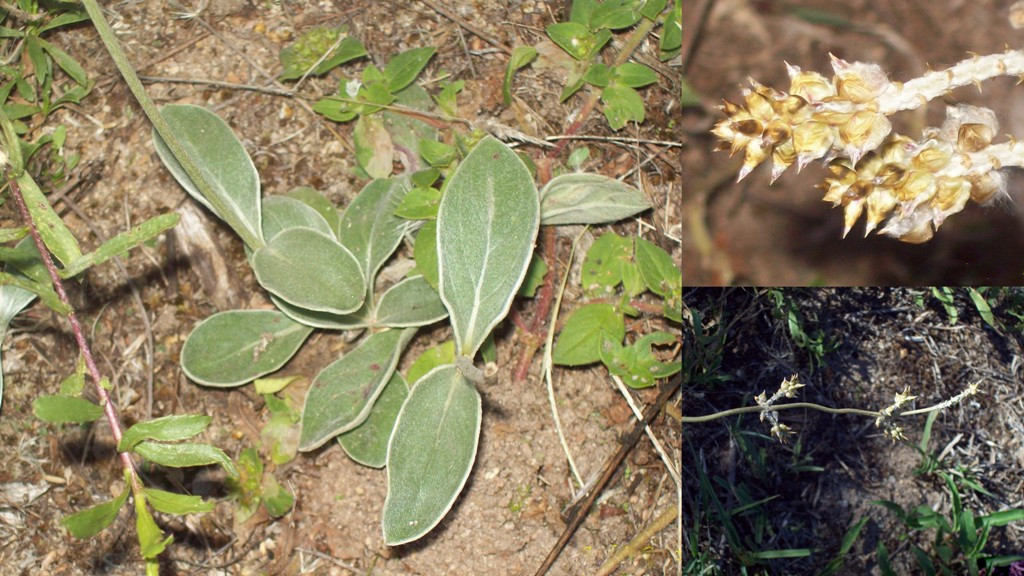